# تيكس أوليفر
تيكس أوليفر (بالإنجليزية: Tex Oliver)‏ هو ضابط أمريكي، ولد في 21 نوفمبر 1899، وتوفي في 10 أبريل 1988 بسبب سرطان.